# Nikolausdorf
Nikolausdorf ist ein Kirchdorf in der Gemeinde Garrel im Landkreis Cloppenburg in Niedersachsen.

## Geographie

### Geographische Lage
Nikolausdorf liegt ca. 23 Kilometer südlich der Stadt Oldenburg (Oldb) und 16 Kilometer nördlich der Stadt Cloppenburg. In unmittelbarer Nähe befindet sich die Lethe (Hunte)Fauna-Flora-Habitat-Gebiet 012 („Sager Meer, Ahlhorner Fischteiche, Lethetal“) der Europäischen Union und der Naturpark Wildeshauser Geest. Das Ortsgebiet gehört zur Südoldenburger Marschlandschaft.

### Nachbarorte
Nachbarorte im Landkreis Cloppenburg sind:
- Beverbruch
- Tweel
- Garrel
- Petersdorf (Bösel)

Nachbarorte im Landkreis Oldenburg sind:
- Littel
- Halenhorst

### Klima
Es herrscht gemäßigtes Seeklima, beeinflusst durch feuchte Nordwestwinde von der Nordsee. Im langjährigen Mittel erreicht die Lufttemperatur in Nikolausdorf 8,5 bis 9,0 °C und es fallen ca. 700 mm Niederschlag. Zwischen Mai und August kann mit durchschnittlich 20 – 25 Sommertagen (klimatologische Bezeichnung für Tage, an denen die Maximaltemperatur 25 °C übersteigt) gerechnet werden.

## Geschichte
Der Ort ist eine im Jahr 1901 gegründete Kolonie auf bis dahin unbesiedeltem Land. Sie entstand auf Anregung des Geistlichen Bernhard Kock nach dem Motto „Hier sollen nicht Bäume, hier sollen Menschen wachsen!“ (1899). Unterstützt wurde die Gründung durch Moorkulturinspektor und Landesökonomierat Reinhold Glaß. Am 2. April 1900 wurde das Gebiet zur Besiedelung freigegeben. Erster Siedler war Heinrich Deters aus Düpe bei Steinfeld im Frühjahr 1901. Dieses Jahr wird deshalb als Gründungsjahr des Dorfes angesehen.
Zum Namenspaten von „Nikolausdorf“ wurde Nikolaus Friedrich Wilhelm ausgewählt, Sohn von Großherzog Friedrich August und damaliger Erbgroßherzog.

## Religion

### Katholische Herz-Jesu-Kirche

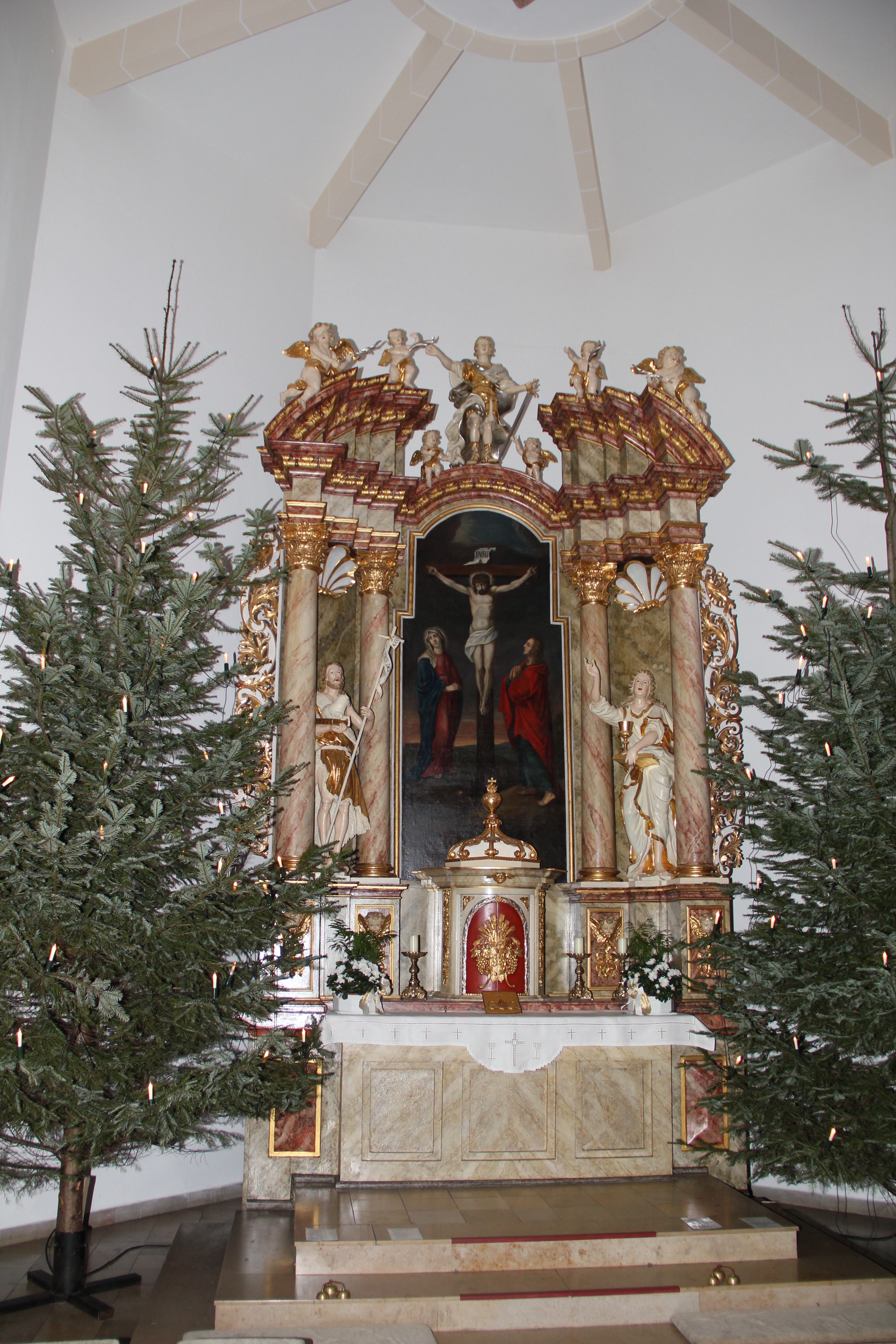
Hochaltar der Herz-Jesu-Kirche in Nikolausdorf

Bereits 1912 wurde ein Kapellenbauverein gegründet und am 24. August 1921 wurde das Gotteshaus eingeweiht. Der Hochaltar stammt aus der Kirche in Goldenstedt und steht unter Denkmalschutz. 1949 wurde die Kapellengemeinde in ein Pfarrrektorat umgewandelt. 2021 feierte die Kirche das 100-jährige Kirchweihjubiläum.

### Katholische Kirchengemeinde St. Johannes Baptist
Die Katholische Kirchengemeinde St. Johannes Baptist wurde am 24. Oktober 2004 durch den Bischof von Münster, Reinhard Lettmann, aus der Pfarrgemeinde St. Peter und Paul Garrel sowie den drei Kapellengemeinden Beverbruch, Falkenberg und Nikolausdorf gebildet. Die Pfarrgemeinde umfasst somit, bis auf den Ortsteil Varrelbusch, fast die gesamte Fläche der politischen Gemeinde. Die Gemeindeneugründung stellt eines der ersten Beispiel für die Fusion von Kirchengemeinden im Offizialatsbezirk Vechta dar. Die wichtigsten Gremien der Kirchengemeinde sind der Pfarreirat mit den Sachausschüssen, die für die einzelnen Gemeindeteile zuständigen Ortsausschüsse (Garrel, Beverbruch, Falkenberg und Nikolausdorf) sowie der Kirchenausschuss. Einrichtungen.
Die Pfarrgemeinde unterhält in Nikolausdorf ein Pfarrheim, den  Kindergarten St. Nikolaus und die Bücherei St. Nikolaus. Zusätzlich unterhält die Katholische Kirchengemeinde einen eigenen Friedhof mit Friedhofskapelle.

## Politik
Der Rat der Gemeinde Garrel besteht aus 28 Ratsfrauen und Ratsherren. Die Ratsmitglieder werden durch eine Kommunalwahl für jeweils fünf Jahre gewählt. Die aktuelle Amtszeit begann am 1. November 2021 und endet am 31. Oktober 2026. Bei der letzten Kommunalwahl am 12. September 2021 wurden vier Einwohner aus dem Bereich Nikolausdorf in den Rat gewählt:
- Drees, Paul (SPD)
- Engelmann, Rainer (CDU)
- Ferneding, Josef (CDU)
- Willenborg, Matthias (CDU)

## Kultur und Sehenswürdigkeiten

### Weihnachtspostamt Nikolausdorf

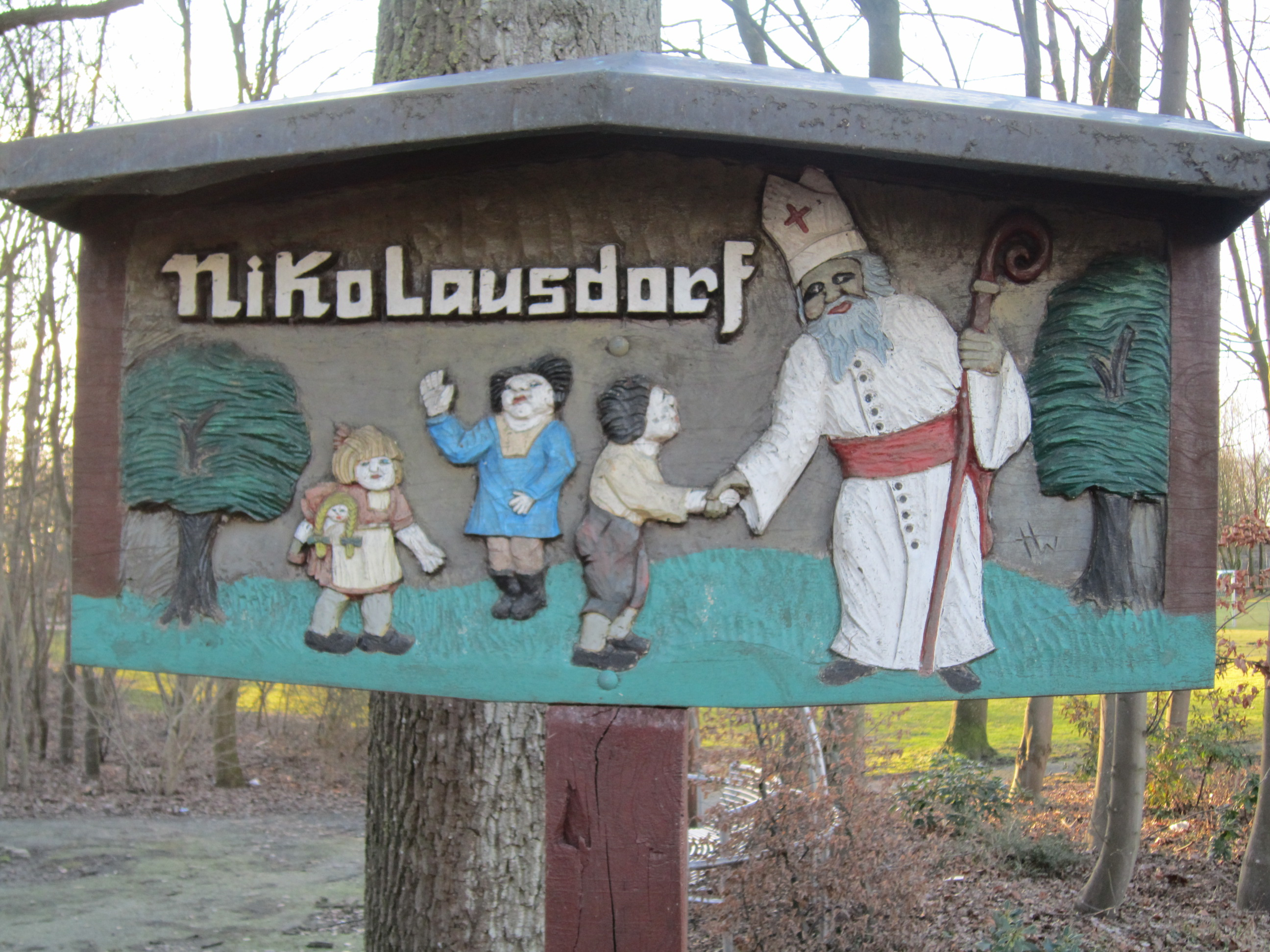
Schild am Ortseingang von Nikolausdorf

In Nikolausdorf beantworten alljährlich Einwohner der Siedlung im Weihnachtspostamt ehrenamtlich Briefe, die an den (Heiligen) Nikolaus in Nikolausdorf, 49681 Garrel adressiert sind. Im Jahr 2010 gelangten 7500 Briefe nach Nikolausdorf. Tatsächlich ist der Ort nach dem oldenburgischen Erbgroßherzog Nikolaus von Oldenburg (1897–1970) benannt.

### Buurnmuseum
In Nikolausdorf befindet sich das „Buurnmuseum“, in dem ca. 350 alte Maschinen und Geräte ausgestellt sind.

### Vereine
- Bürgerverein Wir in Nikolausdorf (WIN)[10]
- SV Nikolausdorf-Beverbruch[11]
- Tennisclub Nikolausdorf-Garrel[12]
- Schützenverein Beverbruch-Nikolausdorf
- Oldtimerclub Nikolausdorf[13]
- Männergesangverein Nikolausdorf[14]
- Frauenchor
- Katholische Landjugend Bewegung Nikolausdorf

## Wirtschaft und Infrastruktur
In Nikolausdorf haben sich besonders Firmen im Bereich der Landwirtschaft sowie aus dem Handwerk angesiedelt. Der Tierfutterproduzent Fleming + Wendeln betreibt hier eine Niederlassung.

### Verkehr
Nikolausdorf liegt zwischen der Bundesstraße 72 und der Bundesautobahn 29. Die Autobahn A 1 ist über die Auf- und Abfahrt Cloppenburg sowie über das Autobahndreieck Ahlhorner Heide erreichbar. Es besteht ein Anschluss an das Rufbussystem „moobilplus“ des Landkreises Cloppenburg.

## Dorfentwicklung
Gemeinsam mit den Dörfern Beverbruch, Bissel, Döhlen, Halenhorst, Haschenbrock und Hengstlage sowie dem Blockhaus Ahlhorn bildet Nikolausdorf die Dorfregion „Beidseits der Lethe“. Mit diesem Projekt soll die einstige Konfessionsgrenze zwischen dem evangelischen Großenkneten und dem katholischen Garrel überwunden werden. 2020 wurde erstmalig der Antrag auf Aufnahme in das Dorfentwicklungsprogramm beim Amt für regionale Landesentwicklung gestellt.

## Persönlichkeiten
- Heinrich Timmerevers (* 1952), seit 2016 Bischof von Dresden-Meißen, zuvor Weihbischof im Bistum Münster und Offizial des Bischöflich Münsterschen Offizialats.